# Cynometra oaxacana
Cynometra oaxacana är en ärtväxtart som beskrevs av Townshend Stith Brandegee. Cynometra oaxacana ingår i släktet Cynometra, och familjen ärtväxter. Inga underarter finns listade i Catalogue of Life.